# Man Asaad
Man Asaad (ar. معن أسعد; ur. 20 listopada 1993 w Hamie) – syryjski sztangista, brązowy medalista olimpijski.

## Przebieg kariery
W 2010 wystartował w młodzieżowych mistrzostwach Azji, został jednak zdyskwalifikowany w konkursie w kategorii wagowej ponad 94 kg. Trzy lata później brał udział w mistrzostwach Azji juniorów rozegranych w Biszkeku i zdobył brązowy medal, tym razem w kategorii wagowej ponad 105 kilogramów.
W 2016 po raz pierwszy wystartował w letnich igrzyskach olimpijskich w Rio de Janeiro. W ramach olimpijskich zmagań w Rio de Janeiro startował w kategorii ponad 105 kilogramów i uzyskał wynik 400 kg w dwuboju, który dał mu 15. pozycję. W 2019 roku pierwszy raz wziął udział w mistrzostwach świata w Pattayi, na których zdołał zająć 6. pozycję w kategorii wagowej ponad 109 kg.
W 2021 zdobył srebrny medal mistrzostw Azji, dzięki rezultatowi 433 kilogramów. W tym samym roku, po raz drugi w swojej karierze, uczestniczył w letnich igrzyskach olimpijskich w Tokio. Startował tam w kategorii wagowej ponad 109 kg i zdobył brązowy medal, dzięki wynikowi 424 kg w dwuboju.

## Osiągnięcia
| Rok  | Zawody                      | Miasto         | Miejsce | Kategoria | Wynik  | Źródło |
| ---- | --------------------------- | -------------- | ------- | --------- | ------ | ------ |
| 2013 | Mistrzostwa Azji juniorów   | Biszkek        | 3.      | +105 kg   | 341 kg | [ 2 ]  |
| 2015 | Mistrzostwa Azji            | Phuket         | 5.      | +105 kg   | 370 kg | [ 2 ]  |
| 2016 | Mistrzostwa Azji            | Taszkent       | 5.      | +105 kg   | 418 kg | [ 2 ]  |
| 2016 | Letnie igrzyska olimpijskie | Rio de Janeiro | 15.     | +105 kg   | 400 kg | [ 2 ]  |
| 2018 | Igrzyska azjatyckie         | Dżakarta       | N/A     | +105 kg   | 0 kg   | [ 2 ]  |
| 2019 | Mistrzostwa Azji            | Ningbo         | 5.      | +109 kg   | 410 kg | [ 2 ]  |
| 2019 | Mistrzostwa świata          | Pattaya        | 6.      | +109 kg   | 430 kg | [ 2 ]  |
| 2021 | Mistrzostwa Azji            | Taszkent       | 2.      | +109 kg   | 433 kg | [ 2 ]  |
| 2021 | Letnie igrzyska olimpijskie | Tokio          | 3.      | +109 kg   | 424 kg | [ 3 ]  |